# Амурська плита

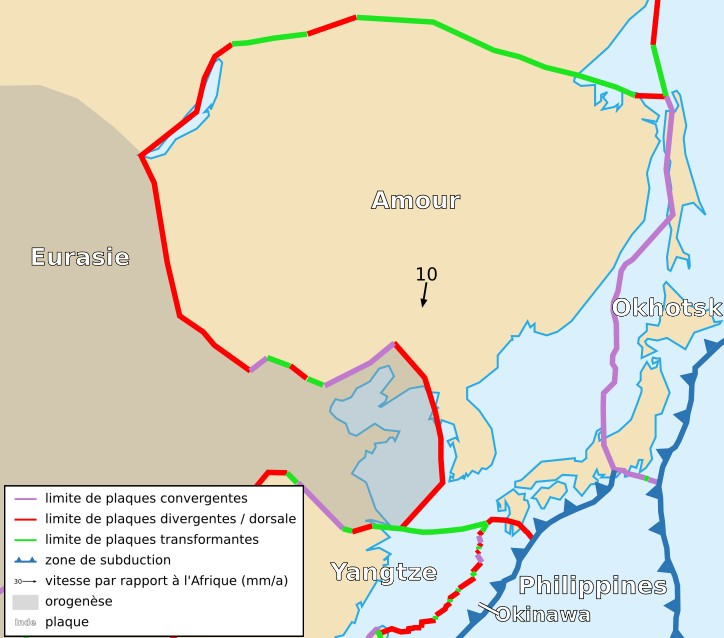
Амурська плита на мапі

Амурська плита — континентальна тектонічна плита, на теренах Маньчжурії, Корейського півострова, західної Японії, і Приморського краю.  Має площу — 0,13066 стерадіан. Зазвичай включають до складу Євразійської плити. 
Рухається на південний схід відносно Євразійської плити. 
  
Амурська плита названа на честь річки Амур, яка утворює межу між російським Далеким Сходом і північно-східним Китаєм. 
Межує на півночі та на захід з Євразійською плитою, на північному сході з Охотською плитою, і на півдні з Філіппінською плитою вздовж жолоба Суруга та Нанкайського жолоба, а також Окінавською плитою та плитою Янцзи.
. 
Байкальська рифтова зона є межею між Амурською плитою і Євразійською плитою. 
Вимірювання свідчать про те, що плита повільно обертається проти годинникової стрілки.